# Bristol Rovers Football Club
El Bristol Rovers Football Club és un dels dos clubs de futbol de la ciutat de Bristol, Anglaterra (l'altre és el Bristol City Football Club). Fou fundat l'any 1883 i juga en la League One. Està agermanat amb el Centre d‘Esports Sabadell, club amb el qual comparteix els quadres arlequinats blanc-i-blaus.

## Palmarès
- Southern Football League (1): 2004-05
- Football League Third Division South (1): 1952-53
- Football League Third Division (1): 1989-90
- Football League Third Division South Cup (1): 1934-35
- Watney Cup (1): 1972
- Gloucestershire Cup (32): 1888-89, 1902-03, 1904-05, 1913-14, 1924-25, 1927-28, 1934-35, 1935-36, 1937-38, 1947-48, 1948-49, 1950-51, 1953-54, 1954-55, 1955-56, 1958-59, 1962-63, 1963-64, 1964-65, 1965-66, 1967-68, 1973-74, 1974-75, 1981-82, 1982-83, 1983-84, 1984-85, 1988-89, 1989-90, 1992-93, 1993-94, 1994-95
- Football League Trophy, Runners-up (2):1989-90, 2006-07
- Football League Two play-offs (1): 2006-07